# Bombe planante
Ne doit pas être confondu avec Bombe volante.

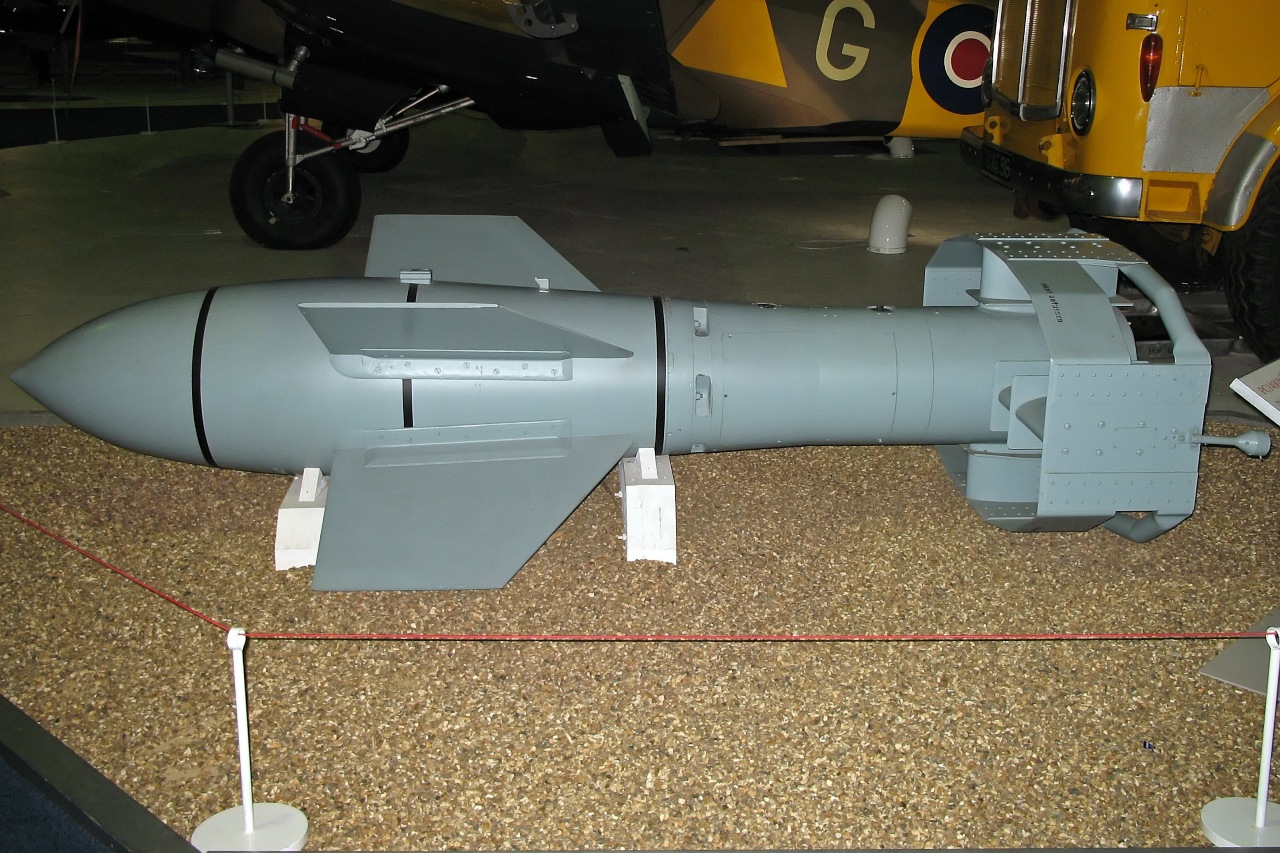
Une bombe planante allemande Fritz X.

La bombe planante (en anglais : glide bomb) est un type d'arme militaire imaginé durant la Première Guerre mondiale, mais non employé durant ce conflit. Avec les progrès de la technique, des modèles perfectionnés sont apparus en Allemagne nazie durant la Seconde Guerre mondiale, disposant d'un guidage à distance qui en faisait une arme redoutable. Les progrès réalisés dans le domaine de la propulsion à réaction ont permis de réaliser, durant la guerre froide, des missiles air-mer n'ayant plus besoin d'ailes pour leur sustentation, mais seulement de surfaces de contrôle réduites (empennage). La bombe planante a alors disparu de l'arsenal des grandes puissances, sauf exceptions.